# Lijst van Japanse woorden met Nederlandse oorsprong

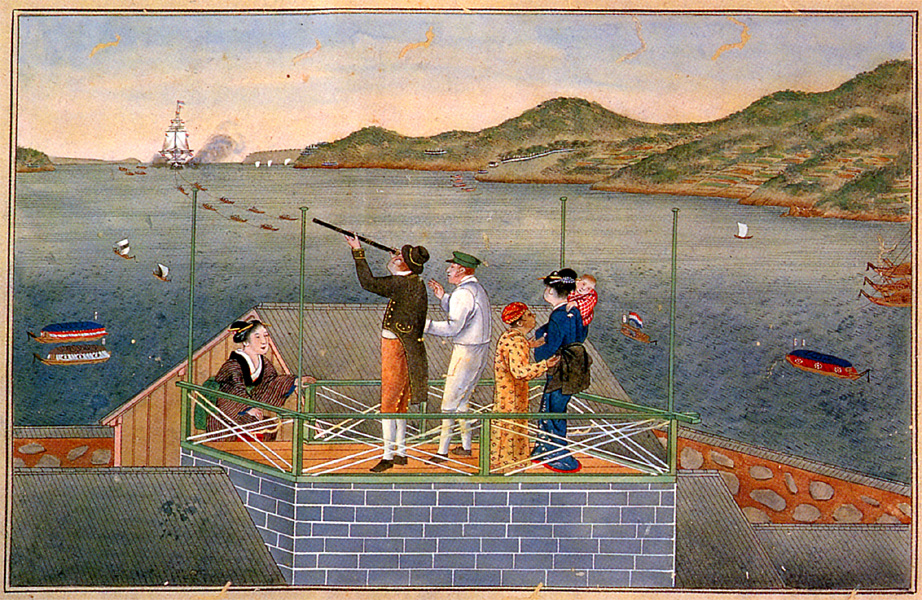
Philipp Franz von Siebold op Dejima met rechts zijn Japanse vrouw Kusumoto Otaki met hun dochtertje Kusumoto Ine. Siebold observeert een binnenvarend Nederlands schip met een teresukoppu (telescoop). Schilderij van Kawahara Keiga.

Het Japans bevat vele woorden van buitenlandse oorsprong. Samen met Portugese drongen er in de 16e en 17e eeuw vele Nederlandse woorden via handelsactiviteiten door tot het Japans. De Nederlandse Vereenigde Oostindische Compagnie begon haar handel in Japan in de haven van Hirado in West-Japan in 1609. In 1640 verhuisde het bedrijfskantoor naar het kunstmatige eilandje Dejima in Nagasaki. Tijdens de isolationistische periode van het sakoku-beleid bleven de Nederlanders daar tot 1854 het enige toegestane westerse handelscontact met Japan. Via rangaku ('Nederlandse wetenschap') kwamen Nederlandse, en in het verlengde daarvan westerse, ideeën Japan binnen. Hierdoor kwam een aantal Nederlandse termen en woorden in de Japanse woordenschat terecht. Ze overleefden tot in het heden.
Opmerkelijk zijn de medische woorden in het Japans. Die zijn daar gekomen dankzij het werk van de Duitse arts en botanicus Von Siebold, die in de jaren 20 van de 19e eeuw jarenlang in Japan verbleef.
Oorspronkelijk Nederlandse woorden die op een medeklinker eindigen krijgen in het Japans een klinker aan het eind, vaak een "u". De reden hiervan is dat de lettergrepen van Japanse woorden altijd op een klinker eindigen, met uitzondering van lettergrepen met een "n" aan het eind.
| Japans (rōmaji) | Japans (kanji of kana) | Nederlands (betekenis) | Opmerking |
| --------------- | ---------------------- | ---------------------- | --- |
| arakku          | アラック               | arak                   | |
| arukari         | アルカリ               | alkali                 | |
| arukooru        | アルコール             | alcohol                | oorspronkelijk Arabisch |
| asubesuto       | アスベスト             | asbest                 | |
| biikaa          | ビーカー               | beker                  | gebruikelijk in laboratorium                                                                                               |
| bīru            | ビール, 麦酒           | bier                   | |
| buriki          | ブリキ                 | blik                   | Refereert in Japans aan het materiaal                                                                                      |
| dansu           | ダンス                 | dans                   | |
| dekki           | デッキ                 | dek                    | |
| doitsu          | ドイツ                 | Duits                  | |
| dokku           | ドック                 | dok                    | |
| dontaku         | ドンタク               | luilak                 | Afgeleid van het Nederlandse woord zondag. Zie ook handon.                                                                 |
| erekishiteito   | エレキシテイト         | elektriciteit          | Nu niet meer gebruikelijk, het moderne woord is 電気 denki.                                                                |
| erekiteru       | エレキテル             | elekiter               | Afgeleid van het Nederlandse woord elektriciteit                                                                           |
| garasu          | ガラス, 硝子           | glas                   | Heeft de betekenis van het materiaal glas. Het woord グラス betekent drinkglas en is afgeleid van het Engelse woord glass. |
| gasu            | ガス                   | gas                    | |
| gipusu          | ギプス                 | gips                   | |
| gomu            | ゴム                   | gom                    | |
| handon          | 半ドン                 | zondag                 | Mengsel van Japanse han (half) en dontaku. Nu niet gebruikelijk.                                                           |
| penki           | ペンキ                 | verf                   | Afgeleid van het Nederlandse woord pek                                                                                     |
| hoppu           | ホップ                 | hop                    | |
| inku, inki      | インク, インキ         | inkt                   | |
| kaban           | カバン                 | kabas                  | Mogelijk afgeleid van het Chinese 夾板 kyaban                                                                              |
| kanfuru         | カンフル               | kamfer                 | |
| karan           | カラン, 下欄           | kraan                  | |
| kinīne          | キニーネ               | kinine                 | |
| kokku           | コック                 | kok                    | |
| konpasu         | コンパス               | kompas                 | |
| kōhī            | コーヒー, 珈琲         | koffie                 | |
| koppu           | コップ                 | kop                    | |
| koruku          | コルク                 | kurk                   | |
| madorosu        | マドロス               | matroos                | |
| manto           | マント                 | mantel                 | |
| mararia         | マラリア               | malaria                | |
| masuto          | マスト                 | mast                   | |
| mesu            | メス                   | scalpel                | Afgeleid van het Nederlandse woord mes                                                                                     |
| moruhine        | モルヒネ               | morfine                | |
| morumotto       | モルモット             | cavia                  | Afgeleid van het Nederlandse woord marmot                                                                                  |
| nikkeru         | ニッケル               | nikkel                 | |
| orugōru         | オルゴール             | speeldoos              | Afgeleid van het Nederlandse woord orgel                                                                                   |
| otenba          | おてんば, お転婆       | wilde meid             | Mogelijk van het Nederlandse woord ontembaar, maar deze etymologie is hoogstwaarschijnlijk onecht.                         |
| pen             | ペン                   | pen                    | |
| pinsetto        | ピンセット             | pincet                 | |
| pisutoru        | ピストル               | pistool                | |
| ponpu           | ポンプ                 | pomp                   | |
| porudā          | ポルダー               | polder                 | |
| rampu           | ランプ                 | lamp                   | |
| randoseru       | ランドセル             | ransel                 | |
| ransetto        | ランセット             | lancet                 | |
| renzu           | レンズ                 | lens                   | |
| sāberu          | サーベル               | sabel                  | |
| safuran         | サフラン               | saffraan               | Afgeleid uit het Turks, saffraan werd in het Ottomaanse "SafranBolu" geproduceerd.                                         |
| seimi           | セイミ                 | chemie                 | Niet meer gebruikelijk, het moderne woord is 化学 kagaku.                                                                  |
| siroppu         | シロップ               | siroop                 | |
| supoito         | スポイト               | spuit                  | |
| torappu         | トラップ               | trap                   | |
| yōdo            | ヨード                 | jodium                 | |
| zukku           | ズック                 | doek                   | |